# Осипенко Петро Григорович
Петро Григорович Осипенко (14 травня 1921, село Диківка, тепер Знам'янського району Кіровоградської області — ?, місто Київ) — український радянський діяч, прокурор Української РСР. Депутат Верховної Ради УРСР 10—11-го скликань (у 1983—1990 роках). Член ЦК КПУ в 1986—1990 роках.

## Біографія
Навчався в Бандурівській семирічній школі. З 1939 року працював вчителем Новопразької середньої школи Кіровоградської області.
У 1940 році закінчив фізико-математичний факультет Кіровоградського педагогічного інституту.
У 1940—1945 роках — у Червоній армії. Учасник німецько-радянської війни.
Член ВКП(б) з 1945 року.
З 1945 року — помічник прокурора району, прокурор району в Кіровоградській області.
У 1950 році закінчив Харківський юридичний інститут імені Дзержинського.
У 1950—1953 роках — прокурор слідчого відділу Прокуратури Молдавської РСР.
У 1953—1960 роках — прокурор слідчого відділу, прокурор кримінально-судового відділу по нагляду за слідством в органах державної безпеки Прокуратури Української РСР.
У лютому 1960 — серпні 1967 року — прокурор Київської області.
У серпні 1967 — січні 1983 року — заступник, 1-й заступник Прокурора Української РСР.
У січні 1983 — лютому 1990 року — Прокурор Української РСР.
З 1990 року — на пенсії.

## Звання
- державний радник юстиції 1 класу (1983)

## Нагороди
- орден Вітчизняної війни 2-го ст. (1985)
- 4 ордени
- 16 медалей
- заслужений юрист Української РСР (1981)